# Warszawa Włochy EKD
Warszawa Włochy EKD (poprzednia nazwa: Włochy EKD) – stacja skasowana w latach 70. XX w.
Znajdowała się przy dzisiejszej stacji Warszawa Włochy, po stronie Starych Włoch, przy ulicach: Bolesława Chrobrego i Popularnej.
Tory docierały tam od stacji Warszawa Szczęśliwice, obecnie również nieistniejącej ze względu na zmianę przebiegu WKD w późniejszych latach. Tory przebiegały wzdłuż ul. Popularnej.
Stacja została zamknięta w 1971.